# Dieter Backhaus
Dieter Backhaus (* 31. März 1937) ist ein ehemaliger deutscher Fußballspieler, der als Stürmer des VfL Bochum in den Jahren 1957 bis 1961 in der Fußball-Oberliga West 73 Spiele absolviert und dabei 20 Tore erzielt hat.

## Laufbahn
Aus dem Nachwuchs des MBV Bochum-Linden hervorgegangen, nahm Backhaus 1955 mit der deutschen Jugend-Nationalmannschaft am UEFA-Juniorenturnier in Italien teil. Der links wie rechts einsetzbare Flügelstürmer kam in den beiden Gruppenspielen gegen Portugal (0:0) als Rechtsaußen und gegen Italien (0:1) als Linksaußen zum Einsatz. Mit 20 Jahren schloss er sich dem VfL Bochum in der Fußball-Oberliga West an. Unter VfL-Trainer Herbert Widmayer debütierte der Flügelstürmer am 11. August 1957 beim Heimspiel gegen den Meidericher SV an der Seite der Mitspieler Siegfried Tiedtke (Torhüter), Heinz Lowin, Theodor Bergmeier, Gerd Hohmann und Gerd Schirrmacher am linken Flügel in der Oberliga. Bereits am 4. September wurde er von Bundestrainer Sepp Herberger für ein Sichtungsspiel nominiert, das in Hannover eine A- gegen eine B-Auswahl zusammenführte. In der B-Auswahl stürmte er auf Linksaußen und Mittelstürmer Rudolf Kölbl erzielte zwei Treffer für die mit 3:5 Toren unterliegende B-Elf. In der Oberliga erlebte er aber einen bis zum letzten Rundentag andauernden Abstiegskampf mit der Mannschaft von der Castroper Straße. Am 30. Spieltag – 13. April 1958 – reichte dem VfL das 1:1-Heimremis gegen Viktoria Köln, um damit die Klasse zu erhalten, da der Wuppertaler SV zeitgleich mit 0:2 Toren beim Vizemeister 1. FC Köln verlor und damit mit einem Punkt Rückstand in die 2. Liga absteigen musste. Der Neuzugang aus Linden hatte in 19 Einsätzen drei Treffer erzielt. Seine persönlich beste Runde spielte Backhaus 1959/60, als er in 27 Ligaspielen zwölf Tore für den VfL erzielte und damit auch klar die vereinsinterne Torschützenliste anführte. Herausragende Spiele waren dabei für den vielseitigen Offensivspieler seine drei Treffer im Dezember 1959 beim 3:1-Heimerfolg gegen Hamborn 07, die zwei Tore zum 2:1-Auswärtserfolg am 3. April 1960 bei Rot-Weiss Essen und sein Siegtreffer in der 66. Spielminute am 24. April zum 3:2-Heimsieg vor 25.000 Zuschauern gegen den Westmeister 1. FC Köln, wodurch Bochum sich mit einem Punkt Vorsprung gegenüber Fortuna Düsseldorf vor dem Abstieg retten konnte.
Bei Sepp Herberger war Backhaus nicht vergessen. Im Mai 1959 brachte er den Bochumer in zwei Länderspielen der Juniorennationalmannschaft U 23 zum Einsatz. Am 10. Mai fand das Spiel gegen England in Bochum statt, es endete 2:2 unentschieden und der deutsche Angriff hatte sich in der Formation mit Ernst Kuster, Günter Herrmann, Rudolf Kölbl, Heinz Höher und Backhaus präsentiert. Backhaus erzielte beide Treffer für die DFB-Auswahl. Zehn Tage später trug er sich beim 4:2-Erfolg in Krakau gegen Polen auch in die Torschützenliste ein. Seine dritte und letzte Berufung in die DFB-Juniorenelf erfuhr er beim Länderspiel am 7. November 1959 in Miskolc gegen Ungarn. Das Spiel endete 2:2 und der Nürnberger Mittelstürmer Heinz Strehl erzielte beide Tore. 1959 führte der DFB drei Juniorenländerspiele durch, in denen Backhaus jeweils für Deutschland stürmte.
In seiner vierten Oberligarunde, 1960/61, klappte die Rettung in letzter Sekunde aber nicht. Der VfL verlor am Schlusstag sein Heimspiel mit 1:4 Toren gegen Hamborn 07 und stieg gemeinsam mit RW Essen aus der Oberliga West ab. Unter Trainer Fritz Silken hatte Backhaus in 14 Spielen ein Tor erzielt. Er bestritt für Bochum noch die Saison 1961/62 in der 2. Liga West und beendete danach bereits mit 25 Jahren seine höherklassige Laufbahn.